# La Terre de France
L'Alliance anti-juive pour la défense sociale et religieuse, devenue La Terre de France en 1892, est une revue antisémite, antimaçonnique et catholique française publiée entre 1890 et 1896.

## Histoire

### L'Alliance anti-juive pour la défense sociale et religieuse(1890-1892)
L'Alliance anti-juive pour la défense sociale et religieuse (Paris, no 3 rue des Grands-Augustins) est une revue mensuelle dirigée par un certain Charles Pontigny (pseudonyme de Charles Plista). Son premier numéro, publié en novembre 1890, expose clairement son antisémitisme et son antimaçonnisme :  « Il n'est aucun Français de vieille souche qui ne soit frappé,de ce fait que les Juifs ont déjà accaparé presque toutes les forces vives de notre patrie. C'est par milliers que se comptent maintenant les vrais patriotes décidés à secouer le joug des Juifs et à revendiquer avec énergie nos libertés religieuses, contre lesquelles ces ennemis séculaires du Christ ont déchaîné la Franc-Maçonnerie, dont ils sont les chefs absolus, bien qu'occultes. » Cet antisémitisme va jusqu'à accorder du crédit au vieux mythe du meurtre rituel : « S'il est un fait historique bien démontré, c'est que les Juifs, par fanatisme ou plutôt par haine du Christ, tuent les enfants chrétiens ; recueillent leur sang et l'emploient dans diverses cérémonies de leur culte. »  Lancé un an et demi avant La Libre Parole d'Édouard Drumont, L'Alliance anti-juive est considéré comme le seul périodique strictement antisémite publié à Paris à cette époque.
Ce mensuel, dont la devise est pro aris et focis, est recommandé par la Revue catholique des institutions et du droit et par La Croix.
Au début de l'année 1892, la direction de la revue est reprise par le sous-diacre Henri Desportes, dit l'« abbé » Desportes.

### La Terre de France, organe terrianiste (1892-1894)

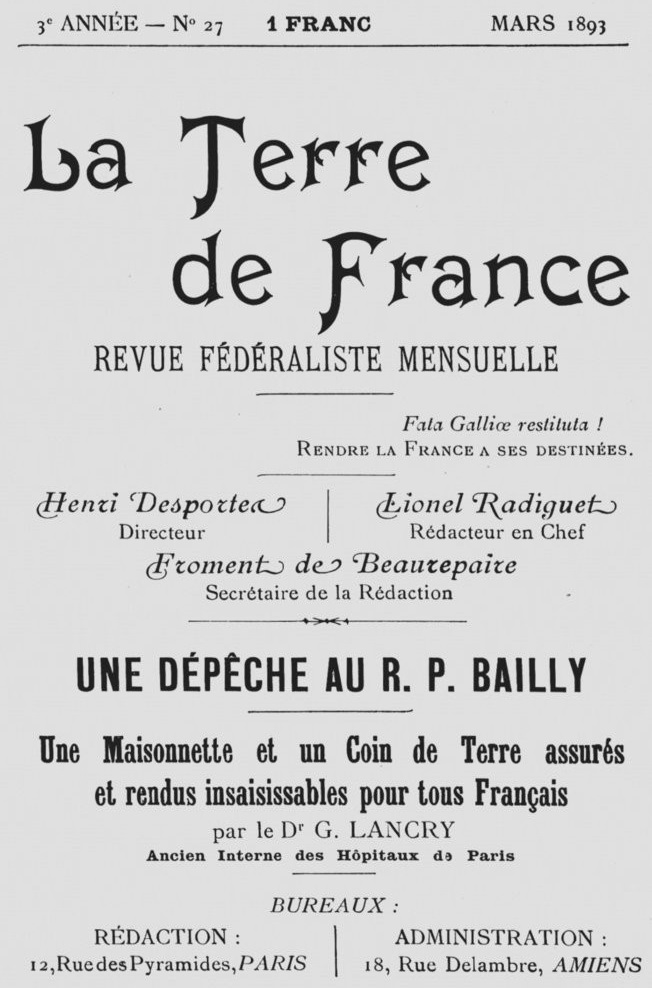
Reproduction de la couverture du no 27 (mars 1893).

En novembre 1892, la revue, rebaptisée La Terre de France, accueille de nouveaux collaborateurs, notamment un trio de « terrianistes » dunkerquois formé par les abbés Cachera et Cattelin, professeurs au collège Notre-Dame-des-Dunes, et le docteur Gustave Lancry (d), qui font du mensuel la tribune de leur idéologie : inspiré par une coutume de Fort-Mardyck, où 24 ares étaient attribués aux nouveaux couples, le terrianisme prônait l'accession à la petite propriété terrienne par la distribution systématique de terres communales sous la forme de biens de famille insaisissables. Si Desportes reste propriétaire de la revue, sa direction est assurée de facto par Cachera et Cattelin.
Ainsi renouvelé, le mensuel, de 64 pages, est brièvement publié à Lille avant de fixer ses bureaux au no 18 de la rue Delambre, à Amiens. Influencée par le catholicisme social et la démocratie chrétienne, et reflétant notamment les idées de l'abbé Lemire, la revue se présente également comme « féréraliste » et « terrianiste », mais elle reste fidèle à la ligne éditoriale de L'Alliance anti-juive de 1890 : outre « la décentralisation et l'établissement de la justice sociale », elle revendique « l'abaissement des juifs et des francs-maçons ».
Le 22 mai 1893, la revue organise à Lille un congrès sur les habitations ouvrières présidé par l'abbé Cachera. Seules 25 personnes y assistent. L'une d'elles est l'abbé Lemire, élu député quelques mois plus tard après avoir accepté d'inclure les principes du terrianisme dans son programme politique.
En juillet 1893, la revue reçoit l'approbation du cardinal Gibbons, archevêque de Baltimore. En novembre suivant, elle devient bimensuelle.
En 1893, son rédacteur en chef est Lionel Radiguet, présenté comme un leader du « celtisme ».
Au printemps 1894, une scission s'opère dans la rédaction, quittée par certains collaborateurs importants, dont les terrianistes de Dunkerque. Plusieurs d'entre eux partent fonder La Démocratie chrétienne, dirigée par l'abbé Six.

### La Terre de Franceentre 1894 et 1896
Les bureaux du journal sont transférés à Paris, d'abord au no 102 du boulevard Voltaire, puis au no 11 de la rue de Provence. Une édition hebdomadaire de 8 pages est tentée entre le 22 septembre et le 17 novembre suivant.
De nouveaux changements interviennent au mois de décembre 1894. Une édition quotidienne est lancée le 1er décembre sous les auspices de l'ancien député bonapartiste Jules-Victor Peyrusse, du député royaliste Paul-Antonin d'Hugues, du marquis de Morès et de Desportes. Cette nouvelle édition, dirigée par Peyrusse et dotée de la devise Justice, Terre, Liberté, veut être l'organe des républicains favorables à l'élection du président au suffrage universel. Le 10 décembre, Desportes vend le journal à un certain Fauvin. L'édition quotidienne cesse de paraître dès le mois de janvier 1895. L'un de ses articles ayant diffamé le docteur Lucien Heftler, frère du baron Ladislas Heftler, Desportes est condamné en tant que gérant (3 mois de prison, 1 000 francs d'amende et 5 000 de dommages-intérêts, réduits après opposition à 200 francs d'amende et 200 de dommages-intérêts).
En 1895, Desportes fonde la Société des revues indépendantes (17 rue Bonaparte puis 41 rue de la Victoire), gérée jusqu'en 1896 par un autre ancien séminariste, Frédéric Ducrocq. Elle publie des une revue bimensuelle contenant des biographies d’ecclésiastiques, Le Clergé contemporain, un mensuel créé quinze ans plus tôt en dissidence des Annales de philosophie chrétienne, les Nouvelles Annales de philosophie catholique, ainsi que deux hebdomadaires, le journal L'Observateur français et  la revue La Terre de France, qui arbore toujours la devise Fata Galliæ restituta (« rendre la France à sa destinée »). En 1895, les bureaux de La Terre de France sont situés à Asnières. En 1895-1896, Desportes est également le rédacteur en chef de La France nouvelle.
Ces publications n'ayant pas rencontré le succès attendu par Desportes, le dernier numéro de La Terre de France paraît le 31 mai 1896. D'anciens employés de ces périodiques, qui avaient été contraints par leurs contrats d'embauche d'acquérir des parts de la Société des revues indépendantes, portent plainte contre Desportes, qui est arrêté et écroué quelque temps à Mazas.

## Collaborateurs
- G. Aluel[14]
- G. d'Arvaux[10]
- Paul de Froment de Beaurepaire (d)[10]
- Jacques de Biez[10]
- François Bournand[13]
- P. de Bovis[13]
- Abbé Cachera (alias A. Cavéjus)[14]
- H. Castelin (alias Cœffennon)[14]
- Abbé Cattelin[7]
- Gaston David[8]
- A. Delaigue[9]
- J. Denestat[14]
- Henri Desportes[10]
- Jean Drault[10]
- H. d'Ebelonge[8]
- Georges d'Esparbès[1]
- Justin Fèvre (d)[9]
- Paul-Antonin d'Hugues[26]
- L. Ivanhec[14] (pseudonyme d'Yvanhoé Rambosson (d) ?)
- Abbé Augustin-Jean Jacquet[27]
- Jules Laforgue[1]
- Dr. Gustave Lancry (d)[10]
- P. Le Hardy[14]
- Abbé Jules-Auguste Lemire[8]
- F. Lievager[14]
- Eugène de Masquard[28]
- Charles Maurras[10]
- Gaston Méry[13]
- François Mœneclœy[29]
- Marquis de Morès[30]
- Abbé Paul Naudet[10]
- Jules-Victor Peyrusse[31]
- Paul de Pradel de Lamase (d)[13]
- J. Préval[9]
- Lionel Radiguet[10]
- Pierre Ravillard (d)[32]
- Rochebrun[8]
- L. St-Farge[8]
- Taillefer[14]
- Paul Verdun[13]
- P. Wassez[14]